# Клемент Грінберг
Клеме́нт Грінберг (англ. Clement Greenberg, 16 січня 1909 — 7 травня 1994) — американський арт-критик, який зробив великий вплив на розвиток сучасного мистецтва. Ключовий теоретик абстрактного експресіонізму, автор ідеї «площинності картини».

## Походження
Клемент Грінберг народився в Бронксі старшим з трьох синів в сім'ї єврейських іммігрантів з Російської Імперії.

## Авангард і кітч
Популярність як арт-критику Грінбергу принесла його стаття «Авангард і кітч», вперше опублікована в троцькістському журналі «Partisan Review» восени 1939 року. У статті Грінберг протиставляє дві головні, на його думку, тенденції в мистецтві — авангард, як продовження академічного мистецтва в нових умовах і кітч, як породження «буржуазної пропаганди». Авангард і мистецтво модернізму, як писав Грінберг, були способом опору знищення культури буржуазною пропагандою.

### Праці Грінберга
- Гринберг К. «Авангард и китч»
- Greenberg C. Art and Culture. Beacon Press, 1961.
- Greenberg C. Late Writings / ed. by R. C. Morgan. St. Paul: University of Minnesota Press, 2003.
- Clement Greenberg: A Critic's Collection / ed. by B. Guenther, K. Wilkin. Portland: Portland Art Museum, 2001. ISBN 0-691-09049-1
- Greenberg C. Homemade Esthetics: Observations on Art and Taste. Oxford University Press, 1999.

### Про Грінберга
- Jones, Caroline A. Eyesight Alone: Clement Greenberg's Modernism and the Bureaucratization of the Senses. University of Chicago Press, 2005.
- Kuspit, Donald. Clement Greenberg: Art Critic. University of Wisconsin, 1979.
- Marquis, Alice Goldfarb. Art Czar: The Rise and Fall of Clement Greenberg. Boston: MFA Publications, 2006.
- Rubenfeld, Florence. Clement Greenberg: A Life. Scribner, 1997.
- Tekiner, Deniz. «Formalist Art Criticism and the Politics of Meaning.» Social Justice, Issue on Art, Power, and Social Change, 33:2 (2006).
- Рыков А. В. Клемент Гринберг и американская теория современного искусства 1960-х годов // Искусствознание 1-2/07. М., 2007. С. 538—563.
- Рыков, А. В.. Клемент Гринберг // Рыков А. В. Формализм. Социология искусства. СПб.: Издательство Санкт-Петербургского университета, 2016.
- Чунихин К. А. «Модерн и постмодерн» Клемента Гринберга, или Апология модернизма в эпоху постмодернизма [Архівовано 6 березня 2016 у Wayback Machine.] // Актуальные проблемы теории и истории искусства: сб. науч. статей. Вып. 3. / Под ред. С. В. Мальцевой, Е. Ю. Станюкович-Денисовой. — СПб.: НП-Принт, 2013. С. 515—520. ISSN 2312—2129

### Твори Грінберга
- Аванґард і кіч (1939) [Архівовано 28 Січня 2021 у Wayback Machine.]
- Clement Greenberg [Архівовано 6 Листопада 2020 у Wayback Machine.](англ.)